# MORADO COMPANY
株式会社MORADO COMPANYは、宮城県仙台市青葉区にあった芸能事務所。
2011年（平成23年）までの社名は「株式会社仙台エス・オー・エス（略称：仙台SOSモデルエージェンシー）」であり、東北で最も歴史の有るモデルエージェンシーだった。

## 概要
仙台市を中心にタレント、モデル、イベントコンパニオンの派遣を行っていた。モデルの派遣では東北地方では大手で、ローカルタレントや、俳優、ミュージシャンなども所属している。また、一般のキッズやティーンズを対象とした芸能スクールを運営しており、タレント・モデル・パーソナリティについては常時募集していた。
東京のスターダストプロモーション、悪役商会、アイルなどと重複して所属するタレントもいた。過去には東京のルージュや仙台のアクターズインターナショナル・仙台と重複して所属するタレントもいた。2015年現在、モデル、タレント等含めて240人ほどが在籍している。
2011年（平成23年）、社名を株式会社仙台エス・オー・エス / SOSプロより、株式会社モラドカンパニーへと改めた。同年11月1日、系列会社の「モラド」が「カフェ&ダイニングバー モラド（後のItalian Dining MORADO）」を一番町に開店。2013年（平成25年）には東京支社を開設している。
しかし諸般の事情により2016年10月以降業務を停止。2017年10月27日までに事業を停止し、自己破産申請の準備に入り、2018年9月5日に子会社のMORADO共々東京地方裁判所から破産手続開始決定を受けた。そして2019年1月25日に法人格が消滅した。
カフェ&ダイニングバー事業は撤退し、芸能プロ業務は2017年より別会社の「有限会社JMS」「株式会社気風MORADO事業部」に移管されている。

## 過去の派遣先
- ミヤギテレビ『OH!バンデス』：宮城県の夕方ワイド番組。
- 東日本放送『突撃!ナマイキTV』：宮城県の午前のワイド番組。
- 仙台放送『あらあらかしこ』：宮城県の土曜のワイド番組。あらかしガールズとして、川田愛美、庄司梨紗、関野乃花、川村晴香が出演している[12]。
- ケーブルテレビ・株式会社ジェイコムイースト 仙台キャベツ局（J:COM 仙台キャベツ）が制作する番組に、所属タレントが出演している。
- 『アヒルと鴨のコインロッカー』『重力ピエロ』など、宮城県でロケが行われた映画に端役やエキストラなどとして所属タレントが出演している。
- ハイウェイウォーカー：高速道路のサービスエリアなどで、配布されているフリーペーパー。所属のモデルが出演している。
- 仙台放送『スポルたん!LIVE』：宮城県の土曜日のスポーツ番組。2011年3月までアシスタントで新海史子（現：新潟放送アナウンサー）が出演していた。
- 東北放送『ふしぎのトビラ』：東北6県と新潟県の7県ブロックネット。所属するキッズタレントが出演していた。
- テレビ岩手『パルピカ』：岩手県の県域放送のミニ番組で、江釣子ショッピングセンター "パル"の情報番組。番組ナビゲーターを所属タレントが出演していた。
- 岩手めんこいテレビ『Awa!』：岩手県の県域放送のミニ番組で「北上アメリカンワールド」の情報番組。番組ナビゲーターを所属タレントが出演していた。

## 所属していた所属タレント・モデル

### タレント・パーソナリティー
- 小野砂織（東日本放送『シースルーナイト』二代目シースルーガールズ、TBS『ワンダフル』第1期ワンギャル、'97旭化成水着キャンペーンモデル）
- 伊藤高史（NHK BSプレミアム『独眼竜 花嫁道中』など）[13]
- 本郷奏多（映画『青い鳥』、『GOTH』、『K-20 怪人二十面相・伝』など、スターダストプロモーションにも所属）
- 山口翼（フジテレビ「お台場夢大陸 〜ドリームメガナツマツリ〜」ミストマン）[14]
- 菅原梨央（NONAMESメンバー、ミスヤングチャンピオン2011グランプリ）
- 七瀬ユサ（J:COM『旅ナビ トラベリング☆ガール』、映画『大念時山えんじぇるす』など）
- アイリス (by MORADOLL)（アイドルグループ）
  - 米倉桃華（J:COM『ゴゴイチ★スタジオ』アシスタント、アイリスメンバー）
  - 佐藤友紀乃（J:COM『FAN!FUN!!VEGALTA!!!』アシスタント、ワッチミーナ2014グランプリ2位、アイリスメンバー）
- お掃除ユニット 仙台CLEAR'S（アイドルグループ）
- 高橋大輔（シンガーソングライター[15]、J:COM『ゴゴイチ★スタジオ』火曜レギュラー、FMいずみ『高橋大輔のすべらないよ、歌うよ！』 など）
- 安藤亮司（演出家・脚本家・俳優、劇団ウルトラマンション主宰）
- 樋渡宏嗣（俳優・声優）
- 中帆登美（女優）
- 猪狩大志（音楽プロデューサー・ラジオパーソナリティ）
- 仙台ガールズプロレスリング
- 森まどか（タレント・グラビアアイドル）
- 川田愛美（仙台放送『あらあらかしこ』あらかしガールズ[12]、Datefm『ECXELLENT TIME』など）
- 庄司梨紗（2015ミス・ユニバース・ジャパン宮城県代表、仙台放送『あらあらかしこ』あらかしガールズ[12]、仙台89ERS公式アシスタントMC）
- 関野乃花（仙台放送『あらあらかしこ』あらかしガールズ[12]）
- 中野美咲（仙台89ERS公式アシスタントMC、東日本放送『突撃！ナマイキTV』、J:COM『旅ナビ トラベリング☆ガール』など）
- きぬ（東日本放送『突撃！ナマイキTV』、テレビ岩手「どこか行こうヨ!大好き!!土曜日」など）
- 佐藤千日（Date fm『AIRJAM FRIDAY』、CATV・J:COM・スカパー!『東北トラベラー』など）
- 茂庭睦（宮城テレビ『OH!バンデス』月曜グルメランキンGoo、東日本放送『突撃!ナマイキTV』など）
- 鈴木京香（'89カネボウ水着キャンペーンガール）
- 亜里香
- 白鳥百合子
- 齊藤夢愛
- 荻原明香（AKiKA）- アクターズインターナショナル・仙台とも重複所属。
- 佐藤渚（ルージュにも所属していた。） - 2010年にTBSテレビに入社、アナウンサーに転向。
- 佐藤亜耶（仙台コレクション2010、ルージュ社→アイル社にも所属していた。） - 2013年春までにレプロエンタテインメントに完全移籍。
- 成田梨紗（元AKB48。オフィス斬にも所属していた） - 後にオフィス斬に完全移籍。
- 江利塚たまみ（ミヤギテレビ『OH!バンデス』などに出演） - 2010年より八戸市のビーエフエムに所属。
- 新海史子（プロフィギュアスケーターとしても活動） - 2011年に新潟放送に入社、アナウンサーに転向。
- 安部香里（IBC岩手放送「じゃじゃじゃTV」など）
- 星奈美（キャベツ「スキダッちゃ!!」など）
- 堀米智也（ミヤギテレビ「OH!バンデス」など）
- 真野みづほ（ミヤギテレビ「OH!バンデス」など）
- 村上ユミ（キャベツ「スキダッちゃ!!」など）
- 大和香織（仙台コレクション2009、テレビ岩手「パルピカ」など）
- 有満リャン（仙台コレクション2008・2010・2011・2012、岩手めんこいテレビ「Awa!」など。）
- 高橋真悠（映画「西の魔女が死んだ」出演など）
- 上杉翔（東京のスターダストプロモーションにも所属。）
- 大和里菜（元乃木坂46 スターティングメンバー、元東北発信源ユニットSPLASH リーダー）
- テクプリ（アイドルグループ）2013年7月に解散、以後はアイリス (by MORADOLL)での活動に移行。
- 東北発信源ユニットSPLASH（ローカルアイドルグループ）- 2015年3月に活動休止。
- 高橋亜実（東北・新潟7県ネット 東北放送『ふしぎのトビラ 〜ふるさとサイエンス〜』など、東北発信源ユニットSPLASH元メンバー）
- 熊坂風茉（東北・新潟7県ネット 東北放送『ふしぎのトビラ 〜ふるさとサイエンス〜』など）
- 小野寺美都貴（仙台コレクション2008・2010・2011・2012、東北・新潟7県ネット 東北放送『ふしぎのトビラ 〜ふるさとサイエンス〜』など）
- 澤田園子（仙台コレクション2011、元東北発信源ユニットSPLASHメンバー など）
- 櫻井あみ（日本テレビ系列「秘密のケンミンSHOW」のコーナー『県の中心で愛を叫ぶ』の宮城県版ヒロインなど。東京のアイルに所属）
- 桜木莉奈（東日本放送「突撃!ナマイキTV」、テレビ岩手「パルピカ」など）
- なつは（テレビ岩手「パルピカ」など）
- 高以亜希子（'98カネボウ水着キャンペーンガール、かつてはボックスコーポレーションに所属していた。地元に戻り、東北放送テレビのEVER SPORTSのMCを担当。）
- 奈未央（仙台コレクション2010 など）
- Rin（仙台コレクション2010 など）
- 安齋慶美（仙台コレクション2010・2011 など）
- 菅野紀子（仙台コレクション2010・2012 など）
- 滝井晴香（仙台コレクション2010・2011 など）
- Color（カラー）、ダイスケ（高橋大輔）とショウによるツインボーカルデュオ、TBCハウジング「緑と風のガーデン」テーマソング など[16]。
- 渡部三妙子（仙台の劇団「OH夢来'S」代表）：2015年現在はモラドカンパニーの表現力・演技レッスン講師としても活動[5]。
- 礒村淳（作曲家）：サウンドリソース株式会社 代表取締役
- 相澤佳代子（声楽家）
- Dia（ボーカリスト・DJ）
- RYOTARO（ダンサー・振付師）
- 伊藤真一（モーターサイクル・ロードレーサー）
- 小野寺優一（悪役商会にも所属）
- 葛岡有（仙台コレクション2012・2013 など）
- 中川萌香（仙台コレクション2012・2013 など）

### モデル

#### レディース
- 川田愛美（仙台コレクション2011）[17]
- 川村晴香（仙台放送『あらあらかしこ』あらかしガールズ[12]、2013・2014 みやぎライシーレディ）[18][19]
- 中野美咲（仙台コレクション2009・2013・2014）[20][21][22]
- ブリタニー（仙台コレクション2008[23]、岩手めんこいテレビ「Awa!」など、歌手としても活動[24]。）
- 佐藤愛美（仙台コレクション2012）[25]
- 工藤千尋（日本テレビ系列『愛犬ロシナンテの災難』最終回ゲスト主役など）
- 菅原友紀（日本ハム CM「すべてつくりました」篇など）[26]
- ヨンミョン（仙台コレクション2012・2013）[25][21]
- 今江千佳（女優）
- 千葉直美（仙台コレクション2008）[23]
- 白崎智子（2014みやぎライシーレディ）[19]
- Rico（仙台コレクション2008）[23]

#### メンズ
- 杉浦金男（仙台コレクション2012）[27]

#### ティーンズ
- 紗也歌（エフエムたいはく『Midnight Cafe〜紗也歌の夢の扉』パーソナリティ、お掃除ユニット仙台CLEAR'S班長、元東北発信源ユニットSPLASHリーダー）
- 野乃香（仙台コレクション2012[28]、お掃除ユニット仙台CLEAR'Sメンバー など）
- 今野縁（NHK仙台局FMオーディオドラマ『巫女（イタコ）の娘』[29]、東北・新潟7県ネット 東北放送『ふしぎのトビラ 〜ふるさとサイエンス〜』など）[30]
- 戸羽望実（仙台コレクション2012[28]・2013[31]、お掃除ユニット仙台CLEAR'S研修生 など）
- ゆな（仙台コレクション2012）[28]
- 照井麻友（映画『リトル・フォレスト（秋編）』キッコ役 など）

- 佐々木逢介（新潮社『ニコ☆プチ』KIDSメンズモデル、仙台コレクション2012[28]・2013[31] など）

## その他
- 日本モデルエージェンシー協会会員[6]（現在は脱退）。
- 仙台のファッション誌「COLOR」の専属モデルオーディションに協賛し、SOS賞を設けていた。受賞者は仙台SOS所属モデルとなることができた。
- 社長の大沼祐巳子は、「ゆんく♀」の芸名でSPLASHのデビュー曲「それゆけ! みちのく」を作詞・作曲した[32]。